# Ungulipetalum
Ungulipetalum es un género con una especies de plantas de flores perteneciente a la familia Menispermaceae. 

## Especies seleccionadas
| - Ungulipetalum filipendulum (Mart.) Moldenke |